# リチウム毒性
リチウム毒性（リチウムどくせい、Lithium toxicity）は、リチウム過剰摂取（リチウムかじょうせっしゅ、Lithium overdose）としても知られる過剰な量のリチウムを有する状態のことである。症状には、震え、反射亢進、歩行障害、腎臓障害、意識清明度の変化、などがあげられる。症状によっては、正常に戻るのに1年かかる場合がある。合併症にはセロトニン症候群などがある。
リチウム毒性は、過剰摂取または排泄量の減少が原因で発生する。過剰摂取は、自殺未遂または偶発的な場合がある。排泄量の減少は、嘔吐や下痢による脱水症状、減塩食、腎臓障害、などから発生する。診断は一般的に症状に基づき、リチウム値が1.2mEq/Lを超えるとリチウム毒性と確定される。
胃洗浄と腸管洗浄は、早期に行えば有効な場合がある。活性炭には効果がない。重度の毒性については、血液透析が推奨される。一般的に死亡のリスクは低い。急性の毒性は一般的に、慢性の毒性よりも転帰が良好とされる。米国では、年間約5,000件の症例が毒物管理センターに報告されている。リチウム毒性が最初に説明されたのは1898年である。